# Halowe mistrzostwa Polski kobiet w piłce nożnej 2008
Halowe mistrzostwa Polski kobiet w piłce nożnej 2008 – dwudziesta dziewiąta edycja halowych mistrzostw Polski kobiet w piłce nożnej. Finał rozgrywek rozegrany został 13 grudnia 2008 roku w hali Rondo w Koninie. Po turniejach eliminacyjnych prawo startu w finale uzyskały ekipy RTP Unii Racibórz, KKPK Medyka Konin, UKS-u ISD Częstochowa i MUKS-u Praga Warszawa.

## Turniej finałowy
W finale cztery startujące drużyny zmierzyły się ze sobą w jednej grupie, rozgrywając spotkania w systemie każdy z każdym (po jednym meczu), 2 x 15 minut. Cały turniej rozegrano 13 grudnia 2008 roku. O godzinie 10.45 odbyła się ceremonia otwarcia. Od godziny 11.00 odbywały się spotkania, które zakończono o godzinie 16.15 uroczystym zamknięciem turnieju. W przerwach pomiędzy kolejkami odbywały się  mecze pokazowe juniorek Medyka Konin. Zwyciężyły zawodniczki z Raciborza, dla których był to pierwszy tytuł halowego mistrza Polski w historii.

### Tabela i wyniki
| Poz. | Klub                | M | Pkt. | Mecze | Mecze | Mecze | Bramki | Bramki |
| Poz. | Klub                | M | Pkt. | zwy.  | rem.  | por.  | zdob.  | stra.  |
| ---- | ------------------- | - | ---- | ----- | ----- | ----- | ------ | ------ |
| 1    | RTP Unia Racibórz   | 3 | 9    | 3     | 0     | 0     | 18     | 8      |
| 2    | KKPK Medyk Konin    | 3 | 6    | 2     | 0     | 1     | 20     | 14     |
| 3    | UKS ISD Częstochowa | 3 | 3    | 1     | 0     | 2     | 10     | 17     |
| 4    | MUKS Praga Warszawa | 3 | 0    | 0     | 0     | 3     | 10     | 19     |

| 1. kolejka |                     |               |                     |  |
| 11:00      | KKPK Medyk Konin    | 8 – 5 (3 – 2) | UKS ISD Częstochowa |  |
| 11:40      | MUKS Praga Warszawa | 3 – 5 (1 – 4) | RTP Unia Racibórz   |  |
| 2. kolejka |                     |               |                     |  |
| 12:50      | MUKS Praga Warszawa | 2 – 9 (0 – 3) | KKPK Medyk Konin    |  |
| 13:30      | RTP Unia Racibórz   | 6 – 2 (3 – 2) | UKS ISD Częstochowa |  |
| 3. kolejka |                     |               |                     |  |
| 14:50      | UKS ISD Częstochowa | 5 – 3 (1 – 1) | MUKS Praga Warszawa |  |
| 15:30      | KKPK Medyk Konin    | 3 – 7 (1 – 1) | RTP Unia Racibórz   |  |

### Nagrody i wyróżnienia
Nagrodę dla najlepszej zawodniczki turnieju przyznano Natalii Chudzik z Medyka Konin. Tytuł najlepszej strzelczyni zawodów przypadł Agnieszce Winczo z Unii Racibórz (6 bramek w turnieju), a najlepszej bramkarki – Darii Antończyk, również z Unii Racibórz.